# سالمن لفشتس
سالمن لفشتس (روسی: Соломо́н Ле́фшец؛ ۳ سپتامبر ۱۸۸۴ – ۵ اکتبر ۱۹۷۲) ریاضی‌دان آمریکایی بود که کارهایی اساسی در زمینه توپولوژی جبری، کاربرد آن در هندسه جبری، و نظریه معادله دیفرانسیل معمولی غیرخطی انجام داد.